# Districtul Krupina

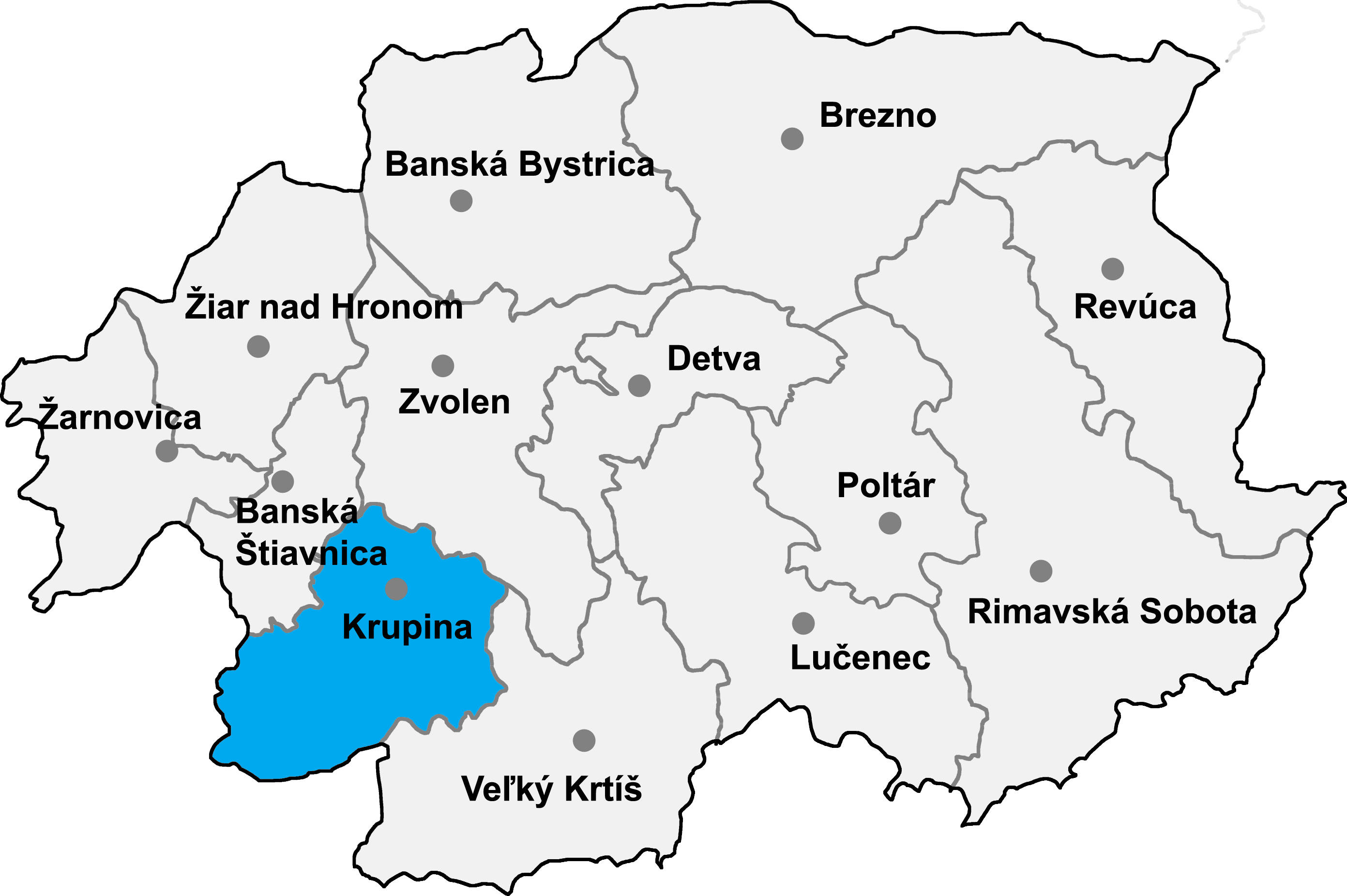
Districtul Krupina

Districtul Krupina (okres Krupina) este un district în Slovacia centrală, în Regiunea Banská Bystrica.

## Demografie
| An:                | 1994   | 2004   | 2014   | 2024   |
| ------------------ | ------ | ------ | ------ | ------ |
| Număr de persoane: | 23.046 | 22.674 | 22.636 | 21.209 |
| Diferență:         |        | −1,61% | −0,16% | −6,30% |

| An:                | 2023   | 2024   |
| ------------------ | ------ | ------ |
| Număr de persoane: | 21.271 | 21.209 |
| Diferență:         |        | −0,29% |

## Comune
- Bzovík
- Cerovo
- Čabradský Vrbovok
- Čekovce
- Devičie
- Dolné Mladonice
- Dolný Badín
- Domaníky
- Drienovo
- Dudince
- Hontianske Moravce
- Hontianske Nemce
- Hontianske Tesáre
- Horné Mladonice
- Horný Badín
- Jalšovík
- Kozí Vrbovok
- Kráľovce-Krnišov
- Krupina
- Lackov
- Ladzany
- Lišov
- Litava
- Medovarce
- Rykynčice
- Sebechleby
- Selce
- Senohrad
- Súdovce
- Sudince
- Terany
- Trpín
- Uňatín
- Zemiansky Vrbovok
- Žibritov